# الیور دنچ
الیور دنچ (انگلیسی: Oliver Dench؛ زادهٔ ۹ سپتامبر ۱۹۹۳) بازیگر اهل انگلستان است. وی از سال ۲۰۱۳ میلادی تاکنون مشغول فعالیت بوده‌است.